# Monument aux morts de Prades
Le monument aux morts de Prades est un monument aux morts créé par le sculpteur français Gustave Violet situé à Prades (Pyrénées-Orientales). 

## Description
Le monument est situé dans le cimetière, rue du Souvenir.

## Histoire
Le monument aux morts est inauguré le premier novembre 1925. Il fait l’objet d’une inscription au titre des monuments historiques le 18 octobre 2018.